# Himlad

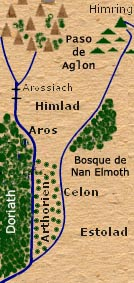
Locatie van Himlad

Himlad is een gebied in Beleriand dat voorkomt in De Silmarillion van J.R.R. Tolkien.
Himlad is een koud land gelegen in het noordoosten van Beleriand, tussen de rivieren de Aros en de Celon. Celegorm en Curufin, twee broers en zonen van Fëanor, bewoonden en verdigden dit land, dat tevens een pas naar Doriath vormde, tot de Dagor Bragollach. Na deze slag moesten ze hun rijk opgeven. Samen met de overlevenden van hun volk vluchtten ze naar Nargothrond, waar hun familielid, koning Finrod, hen verwelkomde en opnam in zijn rijk.
Aan het eind van de Eerste Era werd het gebied, net als de rest van Beleriand, door de zee verzwolgen ten gevolge van de Oorlog van Gramschap.